# 雷焦圣母朝圣地
雷焦圣母朝圣地（Santuario di Nostra Signora di Reggio）是意大利拉斯佩齐亚省五渔村地区韦尔纳扎的一座罗马天主教教堂，隶属于天主教拉斯佩齐亚-萨尔扎纳-布鲁尼亚托教区。
前往该堂，需要从韦尔纳扎火车站经过约2公里长的山路。沿路布置了 苦路十四站小堂。
该堂是“五渔村朝圣地”的一部分，包括里奥马焦雷的蒙特内罗圣母朝圣地、Volastra的安康圣母朝圣地、韦尔纳扎的恩宠圣母朝圣地以及蒙泰罗索阿尔马雷的Soviore圣母朝圣地。
该堂内部有三个走道，拉丁十字平面。堂内保存有黑圣母与圣婴画像。

## 历史
该堂最早在1248年见于记载，但其历史可追溯到古罗马时期,公元1世纪。